# Aliabad-e Gune
Aliabad-e Gune (pers. علی‌آباد گونه) – miejscowość w północnym Iranie, w ostanie Alborz. W 2006 roku miejscowość liczyła 3803 osoby w 974 rodzinach.